# 葫芦绿
葫芦绿是一款薄荷味力娇酒，通常作为开胃酒或鸡尾酒配方。它是由Jean和Pierre Get于1796年发明的。最初该款酒被命名为“Pippermint”，1898年改名为“Pippermint Get”，1969年最终定名为“Get 27”。
葫芦绿由7种薄荷（包括留兰香）精油、糖、水以及酒精调制而成，其酒精浓度为21度。然而另外有一款名为Get 31的薄荷力娇酒，其酒精浓度为24度。
葫芦绿的酒瓶设计成标志性的葫芦型，加上它诱人的碧绿色，成为其中文名字的由来。

## 历史
葫芦绿由Jean和Pierre Get于1796年发明，并于勒韦勒生产，直到1991年。随后Martini & Rossi收购了这款酒，并将生产基地转移到罗讷河口省。如今葫芦绿为百加得旗下品牌，在Gard地区的Beaucaire生产。

## 饮用

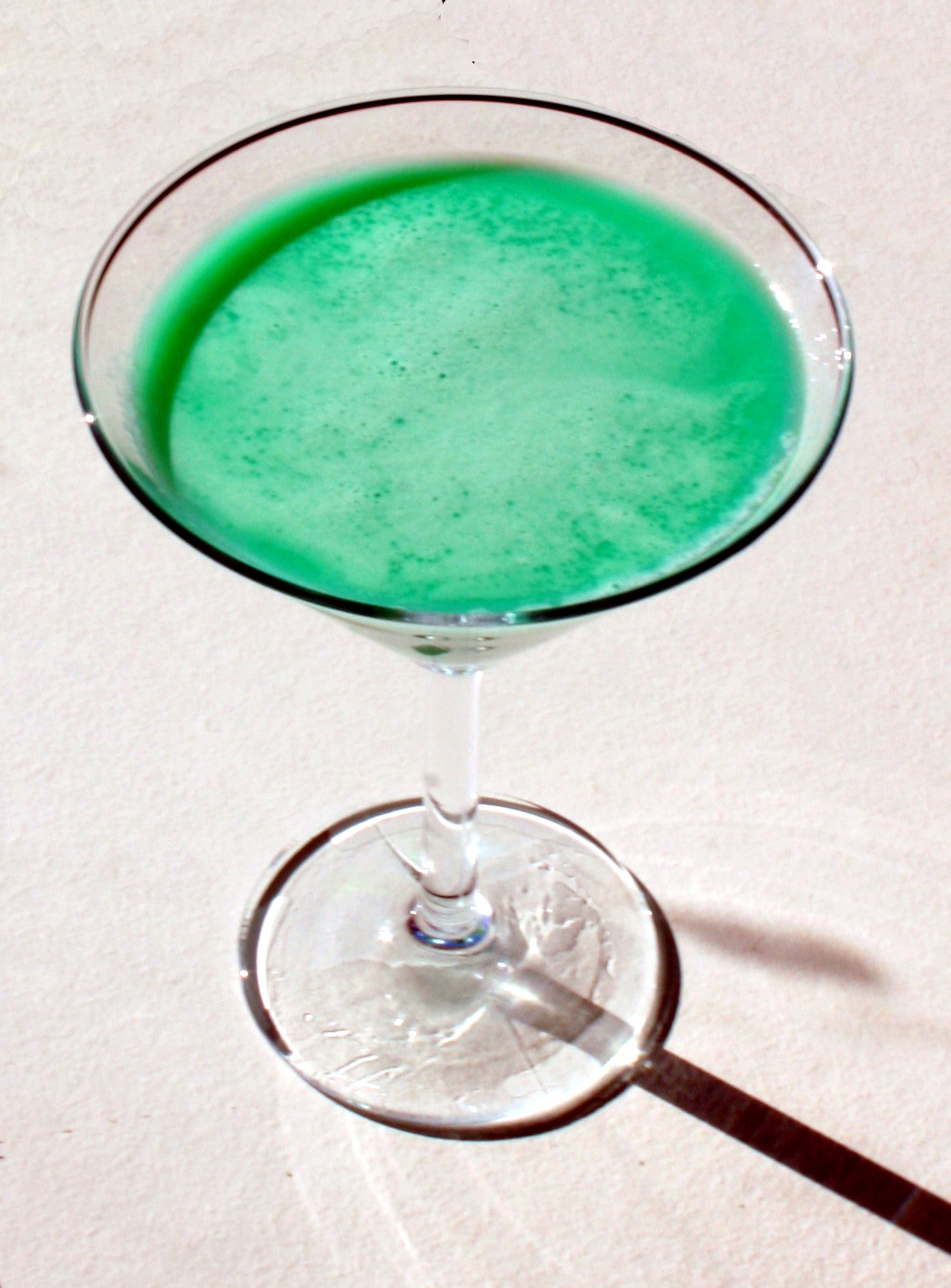
蚱蜢鸡尾酒

由于葫芦绿具有辛辣的薄荷味，极少会直接饮用。一般会加苏打水、柠檬汁或碎冰饮用，也可以用来调制各种鸡尾酒。